# Lophiodes naresi
Lophiodes naresi är en fiskart som först beskrevs av Günther, 1880.  Lophiodes naresi ingår i släktet Lophiodes och familjen marulksfiskar. Inga underarter finns listade i Catalogue of Life.